# Zakaria Abdelkafi
Zakaria Abdelkafi est un photo-reporter syrien né en 1986. Originaire d'Alep, il se fait connaître par la couverture du siège d'Alep est pendant le conflit syrien, où il a perdu un œil avant de s'exiler en France pour pouvoir y être soigné.

## Biographie
Zakaria Abdelkafi est photographe lorsque la révolution syrienne éclate, au printemps 2011, il prend des clichés de sports ou des photos d’identité pour un site Internet. Solidaire du mouvement de contestation pacifique, il chante dans les manifestations, et vient en aide aux blessés, avant de décider de prendre sa caméra pour défendre les civils victimes de la répression à sa manière : il décide de « documenter les crimes du régime de Bachar el-Assad contre les citoyens et les civils »,,.
En 2012, alors qu'il est un citoyen-journaliste faisant des vidéos des manifestations, la police se rend à son domicile pour l'arrêter. Zakaria étant absent, c'est son frère aîné qui est emmené. Il est porté disparu depuis lors.
Au fil des événements, de la répression et du durcissement de la situation, Zakaria Abdelkafi passe de photographe du quotidien à reporter de guerre. Contacté par l’AFP lorsque les correspondants étrangers ne peuvent plus couvrir Alep pour des raisons de sécurité, il est rapidement formé en Turquie, en 2013, puis couvre la bataille et le siège d'Alep est jusqu'au 15 septembre 2015, date à laquelle un tir de sniper du régime lui fait perdre l'usage de son œil droit alors qu'il photographiait des affrontements dans le quartier de Sahaleddine à Alep.
En octobre 2022, il est blessé à l'arcade sourcilière pendant une charge policière alors qu'il couvre une manifestation à Paris.

## Carrière
De 2013 à 2015, Zakaria Abdelkafi est correspondant de guerre pour l'AFP.
Réfugié en France, Zakaria Abdelkafi couvre les événements se déroulant à Paris tels que les manifestations, notamment durant le mouvement des gilets jaunes. 
Le 1er mai 2017, il photographie un CRS visé par un cocktail Molotov, qui semble se transformer en torche vivante. Sa photographie fait la une de nombreux journaux internationaux et circule beaucoup sur les réseaux sociaux,.
En octobre 2017, ses photographies sont exposées au côté de celles de trois autres photojournalistes alépins, Ameer al-Halbi, Karam al-Masri et Baraa al-Halabi dans le cadre du Prix Bayeux des reporters de guerre.